# Stinson Beach
Stinson Beach est une communauté non constituée en municipalité et un census-designated place (CDP) du comté de Marin, en Californie, sur la côte ouest des États-Unis. La plage de Stinson est située à 4km à l'est-sud-est de Bolinas, à une altitude de 8m. La population du CDP de Stinson Beach est de 541 au recensement de 2020.
Stinson Beach est une destination touristique populaire pour les habitants de la région de la baie de San Francisco et pour les touristes visitant la Californie du Nord. Bien que la plupart des visiteurs arrivent en voiture privée, Stinson Beach est reliée à Marin City par un service de bus quotidien, et le réseau de sentiers de randonnée autour du mont Tamalpais atteint également la ville. La plage est l'une des plus propres de l'État et sablonneuse, contrairement à la plage voisine plus rocheuse de Bolinas.

## Histoire

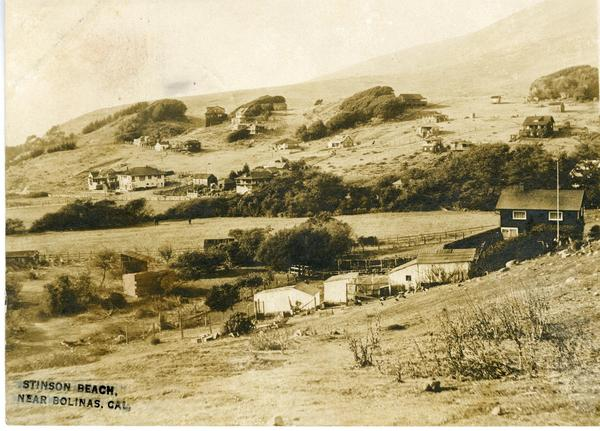
Carte postale photo de 1916 de Stinson Beach, montrant l'hôtel Airey à gauche

Nathan H. Stinson achète un terrain sur le site en 1866.
En 1870, la première route est construite le long de la côte Pacifique depuis Sausalito, et un campement de tentes surgit parmi les saules de la plage, ce qui donne le nom original de la ville, Willow Camp. Le Mt. Tamalpais & Muir Woods Railway ouvre ses portes en 1896, rendant Willow Camp plus accessible. Les visiteurs pouvaient prendre le train jusqu'à West Point Inn, puis faire de la randonnée ou organiser une diligence pour les emmener à la plage. En 1906, des réfugiés du tremblement de terre de San Francisco sont arrivés dans la région et construisent certaines des premières entreprises de la région. Stinson Beach est devenu le nom officiel de la ville en 1916, en l'honneur des plus grands propriétaires fonciers, Rose et Nathan Stinson.
Le premier bureau de poste ouvre ses portes en 1916.
En 1939, la plage est vendue au comté de Marin. Il est transféré à l'État de Californie en 1950, et est finalement transféré au National Park Service en 1977.
En 2002, un surfeur est attaqué par un grand requin blanc en surfant au large de Stinson Beach. Le jeune homme survit, mais reçoit plus de 100 points de suture pour refermer ses blessures. L'attaque est la deuxième à Stinson Beach et la 13e dans le comté de Marin depuis 1952. En 1998, Jonathan Kathrein est attaqué par un grand requin blanc alors qu'il faisait du bodyboard. Sa blessure due à la morsure de requin nécessite plus de 600 points de suture,. Le surf au large de Stinson Beach se trouve dans une zone connue sous le nom de Triangle rouge, où il y a un nombre inhabituellement élevé d'attaques de requins.
Le comté de Marin ajoute 12 panneaux d'avertissement de tsunami sur le rivage de Stinson Beach en 2012 pour expliquer le risque pour les baigneurs.

## Services publics
Stinson Beach n'est pas constituée en société et reçoit des services gouvernementaux généraux du comté de Marin, y compris l'application de la loi, l'aménagement du territoire, la bibliothèque, la santé publique et l'application du code. Trois districts spéciaux offrent des services locaux. Le district des eaux du comté de Stinson Beach fournit un service d'entretien de l'eau et des fosses septiques et des contrats pour la collecte des ordures et du recyclage. Le district de protection contre les incendies volontaires de Stinson Beach fournit des services de protection contre les incendies, de soins médicaux d'urgence et de gestion des catastrophes. Le district de contrôle des inondations et de conservation de l'eau du comté de Marin administre des programmes visant à atténuer les inondations, se concentrant historiquement sur les problèmes liés à l'inondation du ruisseau Easkoot.

## Personnalités notables
- Thaddeus Welch (en) (1844–1919) et Ludmila Pilat Welch (1867–1925) [1896–1905], peintres américains
- William Kent (homme politique américain) (en) (29 mars 1864 - 13 mars 1928) Membre du Congrès des États-Unis ; donateur du terrain pour le Muir Woods National Monument ; propriétaire de la plage et des marées qui sont devenues Seadrift[10].
- Landis Everson (en) (années 1960), poète et peintre[11].
- Elmer Collett (en) (1966-présent), ancien joueur de football professionnel des 49ers et des Colts[12]
- Steve Miller (années 1960-1970), musicien[13]
- Jerry Garcia (années 1970), musicien[14]
- Carolyn Garcia (en), également connue sous le nom de Mountain Girl (années 1970), membre de Merry Pranksters, épouse de Jerry Garcia
- Keith et Donna Godchaux (années 1970), musiciens[15]
- Peter Rowan (en) (années 1970), musicien[14]
- Richard Jencks (en) - ancien président de CBS[16].
- The Rowan Brothers (en) - Lorin et Chris Rowan (années 1970), musiciens[17],[18]
- David Grisman (années 1970), musicien [14],[19]
- Joseph Esherick (en) (1987), célèbre architecte, conçoit une maison sur Sea Drift Road[20]
- James Grant (artiste) (en) (1924–1997) (vers 1980–1997), peintre et sculpteur; le mur d'exposition d'art de la bibliothèque de la succursale de Stinson Beach est nommé en son honneur[21]
- Klaus Kinski[22]

## Dans la culture populaire
Stinson Beach est le lieu de tournage de plusieurs films :
- Tombe les filles et tais-toi
- Fog
- Invisible Man (film 2020)
- Basic Instinct
- L'Usure du temps